# Klick (Film)
Klick ist eine US-amerikanische Filmkomödie von Regisseur Frank Coraci aus dem Jahr 2006 mit Adam Sandler in der Hauptrolle. Der Film startete am 28. September 2006 in den deutschen Kinos.

## Handlung
Architekt Michael Newman will unbedingt befördert werden. Er übernimmt deshalb jeden Auftrag, den sein Chef Ammer für ihn bereithält. Durch seine langen Arbeitstage vernachlässigt er immer mehr seine Frau Donna sowie die beiden Kinder Ben und Samantha. Da er sogar zu Hause noch Berufliches erledigt, empfindet er Besuche seiner Eltern als Belastung und ist von Familientreffen genervt. Als er dann auch noch die vielen Fernbedienungen in seinem Wohnzimmer nicht mehr unterscheiden kann und fortwährend die falschen elektrischen Geräte anschaltet, reicht es ihm und er fährt los, um sich eine Universal-Fernbedienung für alle Geräte zu besorgen. Dabei landet er in einem Geschäft mit dem Namen Bed Bath & Beyond (deutsch: Bett, Bad und Undenkbares). Während er dort auf der Suche nach einer solchen Fernbedienung ist, kommt er an einem großen Bett vorbei, in welches er sich spontan hineinlegt. Durch seltsame Geräusche wird er auf eine Tür aufmerksam, die in den Bereich „Beyond“ führt. Dort trifft er auf den schrullig anmutenden Morty, der ihm eine spezielle Fernbedienung sogar schenkt, ihn aber gleichzeitig darauf hinweist, dass er diese nicht mehr zurückgeben kann.
Wieder zu Hause angekommen entdeckt Michael schnell die besonderen Vorzüge dieser Fernbedienung: Er kann damit nämlich nicht nur elektronische Geräte steuern, sondern auch sein Leben und so z. B. die Lautstärke von anderen Personen regulieren, Situationen anhalten, vorspulen oder gleich ganze Kapitel überspringen. Dies wendet er dann beim Überspringen von ungeliebten Situationen an, wie Staus, Streitigkeiten, Krankheiten oder das Vorspiel zum Sex mit seiner Frau – ohne jedoch zu wissen, dass sein Körper während dieser Zeit in den sogenannten Autopilot-Modus übergeht, worin sein Geist fast abwesend, teilnahmslos scheint. Weiterhin ist ihm nicht bewusst, dass die Fernbedienung lernfähig ist. Das bedeutet, die Fernbedienung merkt sich die Situationen, die Michael übersprungen hat, und aktiviert das Überspringen beim nächsten Mal ganz von alleine.
Nachdem er für seinen Chef einen bedeutsamen Auftrag an Land gezogen hat und glaubt, befördert zu werden, überhäuft er seine Familie mit teuren Geschenken. Sein Boss hat jedoch noch nicht die Absicht, ihn zu befördern, sondern sagt ihm, er müsse dafür erst noch ein paar weitere Dinge leisten. Michael nutzt nun die Fernbedienung, um die Kapitel bis zu seiner endgültigen Beförderung zu überspringen. Kurz darauf muss er jedoch feststellen, dass er gleich ein ganzes Jahr übersprungen hat. Später veranlasst die Fernbedienung automatisch, dass er weitere zehn Jahre überspringt, als sein Chef eine neue Beförderung gerade mal erwähnt.
Als er wieder zu sich kommt, hat sich seine komplette Welt völlig verändert: Er selber und sein Sohn Ben sind stark übergewichtig geworden, seine Frau Donna hat ihn verlassen und ist jetzt mit Bens Schwimmtrainer (Bill) verheiratet. Während eines Streits mit den beiden zieht sich Michael eine Gehirnerschütterung zu. Wieder überspringt die Fernbedienung automatisch die Krankheit. Als er sechs Jahre später zu sich kommt, hat seine Frau neu geheiratet, sein Vater ist gestorben und Michael ist der Chef einer eigenen Firma.
Später, am Grab seines Vaters, trifft Michael Morty wieder, welcher ihm enthüllt, er sei der Engel des Todes. Michael will seine letzte Begegnung mit seinem Vater noch einmal erleben und erfährt, dass er ihn dabei auf der Arbeit in seinem Büro schroff zurückgewiesen hatte, weil er sich bei der Arbeit gestört fühlte. Über sein eigenes Verhalten entsetzt bittet Michael Morty, an einen schönen Ort gebracht zu werden und landet auf der Hochzeit seines Sohnes Ben. Als er hört, wie seine Tochter Samantha ihren Stiefvater Bill "Dad" nennt, bekommt Michael einen Herzinfarkt. Als er aufwacht, sind seine Tochter und sein Sohn bei ihm am Krankenbett, wobei Ben beiläufig erwähnt, er hätte die Flitterwochen abgesagt, da er sich um wichtige berufliche Dinge zu kümmern hätte.
Michael, der mittlerweile eingesehen hat, dass er durch die Konzentration auf seinen Beruf die Familie völlig vernachlässigt hat und das wahre Leben somit im Zeitraffer an ihm vorbeigegangen ist, will nun mit allen Mitteln verhindern, dass sein Sohn den gleichen Fehler macht wie er. Durch diese Erkenntnis so erregt, steigt sein Herzschlag, wodurch seine Kinder vom Krankenhaus-Pflegepersonal nach Hause geschickt werden, bevor er noch mit seinem Sohn reden kann. Michael jedoch überwältigt einen Pfleger, der ihn zurückhalten möchte und folgt seinem Sohn nach draußen. Dort aber bricht er auf der Straße zusammen. Hier wird sein Sohn auf ihn aufmerksam und eilt zu ihm. Im Sterben liegend kann er seiner Exfrau nochmals seine Liebe gestehen und seinen beiden Kindern mit auf den Weg geben, dass Familie das Wichtigste im Leben ist.
Als Nächstes wacht Michael wieder im Bett von Bed Bath & Beyond auf. Es scheint so, als wäre alles nur ein Traum gewesen. Er fährt nach Hause und nimmt sich vor, weniger zu arbeiten und mehr Zeit mit seiner Familie zu verbringen. Plötzlich findet er wieder die spezielle Fernbedienung, verpackt als Geschenk. Anbei eine Nachricht von Morty: „Ich weiß, dieses Mal wird Ihnen kein Fehler unterlaufen.“ Michael entsorgt sie jedoch ohne zu zögern im Mülleimer.

## Kritiken
Das Lexikon des internationalen Films meint: „Die mit zahlreichen Zoten belastete Komödie schöpft das tragische Potenzial der Geschichte nie aus und nimmt durch schlecht getimte Gags und Dialoge eher penetrante Züge an.“
Mick LaSalle schrieb in San Francisco Chronicle, der Film sei der beste US-amerikanische Film des Jahres.
J. R. Jones schrieb im Chicago Reader, der Film sei der beste Film, in dem Sandler je mitspielte.
James Berardinelli schrieb auf ReelViews, der Film habe Fehler, aber er „funktioniere“. Berardinelli lobte die Darstellung von Adam Sandler, die noch vor einigen Jahren so nicht möglich gewesen wäre.
Hannes Brühwiler schrieb auf Critic.de, die Grundkonstellation des Films erinnere an „die von Harold Ramis’ Und täglich grüßt das Murmeltier, wobei dieser Film die Gratwanderung zwischen Komödie und Tragödie ohne überflüssiges Pathos deutlich besser“ meistere. Schmerzlich vermisse man hingegen in Klick „die subtilen Zwischentöne, welche Ramis’ Komödie auszeichnen“.

## Hintergründe
- Dies ist der zweite Spielfilm (nach Superman Returns), der die Digitale Kinokamera Genesis Digital Camera System von Panavision verwendete.
- Im englischen Original wird der Kommentar zu Michaels Leben von James Earl Jones gesprochen und sein Name auch im Film erwähnt. In der deutschen Synchronisation wird in der Szene stattdessen Arnold Schwarzenegger genannt, die deutsche Kommentar-Stimme stammt allerdings nicht von Schwarzenegger selbst, sondern von Thomas Danneberg, dem Synchronsprecher Schwarzeneggers.
- Regisseur Frank Coraci hat im Film eine kurze Gastrolle: Er spielt den Pfleger im Krankenhaus, der Michael eine Spritze geben will.
- In einer Szene der Zukunft ist das neue World Trade Center mit zwei One World Trade Centern zu sehen. Die finale Bauplanung aus dem Jahr 2006 sieht allerdings nur noch einen Turm vor.
- Im Film fährt Michael in der Zukunft des Jahres 2017 einen Cadillac Sixteen, tatsächlich eine Fahrzeugstudie aus dem Jahr 2003. Auch Michaels Wagen im Jahr 2006 und der Wagen der Nachbarn O’Doyle stammen aus dem Sortiment von General Motors. Bei Letzterem handelt es sich um einen Cadillac XLR.
- Die Sängerin Dolores O’Riordan der Band The Cranberries hat im Film einen Auftritt bei Bens Hochzeit. In der Szene spielt sie sich selbst als Sängerin und singt den Titel Linger, welcher – wie im Film gesagt wird – durch The Cranberries bekannt wurde.
- Michaels Mutter wird von Julie Kavner gespielt, welche die Originalstimme von Marge Simpson ist. Als Michael zu seinem ersten Kuss zurückspult, trägt Donnas Freundin Janine ein Bart-Simpson-T-Shirt.
- Michaels Tochter Samantha im Alter von 15 Jahren wird von Lorraine Nicholson gespielt, der Tochter von Jack Nicholson.
- Michaels Sohn im Alter von 17 Jahren wird von Jonah Hill gespielt.
- Die Produktion des Films kostete ca. 82,5 Millionen US-Dollar.[8] Der Kinostart erfolgte in den USA am 23. Juni 2006. Dort spielte er bis zum 24. September 2006 und brachte ca. 137,3 Millionen US-Dollar ein.[9] Weltweit brachte er noch ein Stück mehr ein als in den USA allein, rund 238 Mio. US-Dollar.[10]

## Auszeichnungen
- Die Maskenbildner Kazuhiro Tsuji und Bill Corso wurden für die Oscarverleihung 2007 in der Kategorie Bestes Make-up nominiert.
- Der Film wurde im Jahr 2006 in fünf Kategorien für einen Teen Choice Award nominiert.
- Adam Sandler gewann im Jahr 2007 den Kids’ Choice Award. Der Film gewann 2007 als Beste Komödie den People’s Choice Award und wurde für den Tonschnitt für einen Golden Reel Award nominiert.